# Fissuraphorura gisini
Fissuraphorura gisini is een springstaartensoort uit de familie van de Tullbergiidae. De wetenschappelijke naam van de soort is voor het eerst geldig gepubliceerd in 1963 door Selga.